# Inoki Genome Federation
La Inoki Genome Federation è una federazione di wrestling e di arti marziali miste giapponese fondata da Antonio Inoki nel 2007. 

Inoki lasciò la New Japan Pro-Wrestling, federazione da lui fondata nel 1972, per dar vita alla sua nuova promotion.
Nel 2007 la IGF ha iniziato un rapporto di collaborazione con la statunitense Total Nonstop Action Wrestling; il primo wrestler TNA ad essere utilizzato nella IGF fu Kurt Angle. Attualmente la IGF è un territorio della National Wrestling Alliance (NWA), l'unico ufficiale per il Giappone.
Il primo show della federazione si tenne il 29 giugno 2007 presso la Sumo Hall di Tokyo. La scaletta dell'evento fu completamente stravolta all'ultimo minuto, tanto che gli oltre ottomila fan accorsi all'evento non sapevano a quali incontri avrebbero assistito.

## IWGP Third Belt Championship

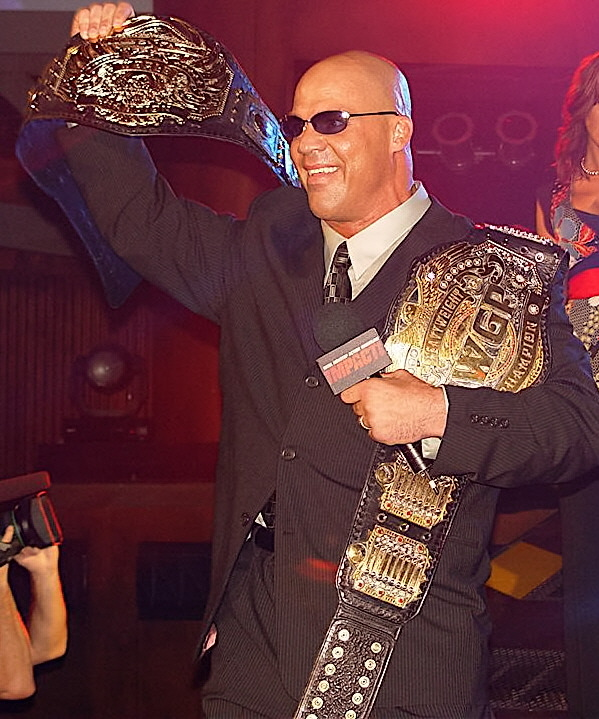
Kurt Angle con la cintura TNA World Heavyweight Championship (a sinistra) e la IWGP Third Belt Championship (sul petto a destra).

L'IWGP Third Belt Championship fu il titolo della categoria dei pesi massimi difeso nella federazione e benché la IGF avesse chiamato il proprio titolo IWGP Heavyweight Championship (denominazione accettata anche dalla TNA), questo non ebbe a che fare con l'omonimo titolo difeso nella NJPW (che lo riconobbe, per l'appunto, come IWGP Third Belt Championship). 

Nella NWA il titolo era noto come NWA Japan Championship.
Questo perché la IGF non ha mai considerato valida la fine del regno di Brock Lesnar, il quale fu privato d'ufficio della cintura il 15 luglio 2006 e quel titolo fu difeso per la prima volta da Lesnar contro Kurt Angle nel main event dello show di debutto della federazione..
Questa cintura fu a sua volta disputata in due federazioni diverse e con due nomi diversi:
| Nome                          | Data                                   | Note                                                         |
| ----------------------------- | -------------------------------------- | ------------------------------------------------------------ |
| IWGP Heavyweight Championship | Dal 15 giugno 2006 al 17 febbraio 2008 | Nome utilizzato da IGF e TNA durante l'esistenza del titolo. |
| IWGP Third Belt Championship  | Dal 15 giugno 2006 al 17 febbraio 2008 | Nome utilizzato da NJPW durante l'esistenza del titolo.      |

L'ultimo detentore della cintura fu Shinsuke Nakamura, il quale sconfisse Kurt Angle il 17 febbraio 2008 e la cintura fu quindi unificata con l'IWGP Heavyweight Championship detenuto da Nakamaura determinando così la fine dell'esistenza dell'IWGP Third Belt Championship.
| Wrestler          | Regni | Data             | Luogo | Note                                                                                       |
| ----------------- | ----- | ---------------- | ----- | ------------------------------------------------------------------------------------------ |
| Brock Lesnar      | 1     | 8 ottobre 2005   | Tokyo | Sconfiggendo Kazuyuki Fujita e Masahiro Chono in un Three Way match.                       |
| Kurt Angle        | 1     | 29 giugno 2007   | Tokyo | Difendeva il titolo TNA World Heavyweight Championship e sfidava Lesnar per questo titolo. |
| Shinsuke Nakamura | 1     | 17 febbraio 2008 | Tokyo | Nakamura unificò il titolo con l'IWGP Heavyweight Championship.                            |

## IGF Championship
Nel 2011 la Inoki Genome Federation creò un torneo per determinare il primo campione IGF: i finalisti di tale torneo furono Jérôme Le Banner e Josh Barnett, ma Barnett non poté prendere parte alla finale e così fu Le Banner ad essere incoronato come il primo campione IGF.
Seguirono vari incontri di pro wrestling per la difesa del titolo il quale nel 2012 passò nelle mani di Kazuyuki Fujita.
Nel 2013 Fujita dovette difendere la cintura in un incontro di arti marziali miste contro il judoka Satoshi Ishii, venendo sconfitto; Ishii perse poi il titolo nel 2014 contro Mirko "CroCop" Filipović.